# هوندا سي بي 1300
هوندا سي بي 1300(بالإنجليزية: Honda CB1300)‏ هي دراجة نارية من تصنيع هوندا.